# Frances Bowes-Lyonová
Frances Dora Bowes-Lyonová, hraběnka ze Strathmore a Kinghorne (rozená Smith; 29. července 1832, Londýn – 5. února 1922, Londýn) byla britská šlechtična a babička královny matky Elizabeth Bowes-Lyon, a tedy prababička královny Alžběty II.

## Život
Frances se narodila jako dcera Oswalda Smithe (1794–1863) z Blendon Hall, Bexley a Kentu a jeho manželky Henriettz Mildred Hodgsonové (1805–1891). 28. září 1853 se jako jednadvacetiletá provdala za o osm let staršího Clauda Bowes-Lyon. Claude se stal v roce 1865 po smrti svého bratra Thomase 13. hrabětem ze Strathmore a Kinghorne. Frances tak získala titul hraběnky ze Strathmore a Kinghorne. Manželé spolu měli jedenáct dětí:
- 1. Claude (14. 3. 1855 Londýn  – 7. 11. 1944 Glamis), 14. hrabě ze Strathmore a Kinghorne, otec královny Elizabeth a dědeček královny Alžběty II., manž. 1881 Cecilia Cavendish-Bentincková (11. 9. 1862 Londýn – 23. 6. 1938 tamtéž)[1][2]
- 2. Francis (23. 2. 1856 Glamis – 18. 2. 1948 Bardon Mill), manž. 1883 Anne Catherine Sybil Lindsay (24. 12. 1858 Londýn – 15. 12. 1936 Bardon Mill)[3][4][5]
- 3. Ernest (4. 8. 1858 Glamis – 27. 12. 1891 Bělehrad), zemřel na následky pádu z koně, manž. 1882 Isobel Hester Drummond (21. 5. 1860 Long Ditton – 15. 7. 1945 Horton)
- 4. Herbert (15. 8. 1860 Glamis  – 14. 4. 1897 Bordighera), svobodný a bezdětný[6]
- 5. Patrick (5. 3. 1863 Londýn – 5. 10. 1946 Waltham), manž. 1893 Alice Wilshire (4. 8. 1867 Bristol – 1. 3. 1953 Londýn)[7]
- 6. Constance Frances (8. 10. 1865 – 19. 11. 1951), manž. 1893 Robert Blackburn (27. 4. 1864 Selkirk – 21. 3. 1944 Blairgowrie)[8][9]
- 7. Kenneth (26. 4. 1867 – 9. 1. 1911), svobodný a bezdětný[10]
- 8. Mildred Marion (6. 10. 1868 – 9. 6. 1897 Saint-Raphaël), manž. 1890 Augustus Jessup (20. 6. 1861 Filadelfie – 16. 10. 1925 Livorno)[11][12]
- 9. Maud Agnes (12. 6. 1870 – 28. 2. 1941), svobodná a bezdětná[13]
- 10. Evelyn Mary (16. 7. 1872 – 15. 3. 1876)[14]
- 11. Malcolm (23. 4. 1874 – 23. 8. 1957), manž. 1907 Winifred Gurdon-Rebow (10. 10. 1876 – 30. 5. 1957)[15][16]

Hrabě ze Strathmore a Kinghorne zemřel 16. února 1904 a manželka jej přežila o téměř osmnáct let. Frances zemřela v 19 Hans Place, Chelsea v Londýně 5. února 1922 ve věku 89 let. Pohřbena byla na hradě Glamis, rodinném sídle hrabat ze Strathmore a Kinghorne.